# Ощущение видения
«Ощущение видения» (англ. The Sensation of Sight) — американская драма 2006 года автора сценария и режиссёра Аарона Дж. Видерспана, снятая независимой кинокомпанией «Either/Or Filmsра» в 2005 году и вышедшая в 2006 году. В главной роли — Дэвид Стрэтэйрн.
Премьера состоялась 21 сентября 2006 года на Международном кинофестивале в Сан-Себастьяне, Испания.

## Сюжет
Пожилой преподаватель английского языка Финн (Дэвид Стрэтэйрн) оказывается в безжалостных муках кризиса среднего возраста. Под влиянием трагического инцидента, за который он чувствует свою вину, Финн выпадает из повседневной реальности. На протяжении дня он ходит по городу с тележкой книг и продаёт энциклопедии местным жителям. Он встречает множество лиц, приветливых и сердитых, которые стараются помочь чем-то ему, а в ответ он помогает им. Прошлое продолжает преследовать его, а ночью на него наваливаются тревоги, трансформирующиеся в призраков, с которыми он ведёт беседы о бренности жизни. Ночи проходят без сна, а отчаянные дни превращаются в цепочку изоляции и полного одиночества. Однако, они же и приводят его к полному самостоятельному пробуждению и прозрению.

## В ролях
- Дэвид Стрэтэйрн — Финн
- Иэн Сомерхолдер — Дрифтер
- Дэниэл Гиллис — Дилан
- Джейн Адамс — Элис
- Энн Кьюсак — Динна
- Джозеф Маццелло — Трипп
- Элизабет Уотерстон — Дейси
- Скотт Уилсон — Такер

## Интересные факты
- Слоган фильма — «Когда жизнь становится вторым языком»
- Дэвид Стрэтэйрн не только исполнил главную роль, но и выступил продюсером фильма[4]
- Съёмки были закончены за месяц — с 24 октября по 12 ноября 2005 год и полностью проходили в городе Питерборо, Нью-Гэмпшир, США
- Бюджет составил $ 1 миллион
- После премьеры фильма на Международном кинофестивале в Сан-Себастьяне, он был официально выбран на 19-ти кинофестивалях на пяти континентах, в том числе на Международном кинофестивале в Дурбане, где фильм получил награду за лучшую операторскую работу. Кроме того, он был показан на фестивалях в Бразилии, Китае, Литве, Польше и Таллине, а также на кинофестивале в Денвере, а затем был показан по всей территории США[5]
- Летом 2008 года дистрибьютор «Monterey Media» занялся покупкой прав на выпуск картины на DVD
- Дэниэл Гиллис и Иэн Сомерхолдер снялись позже вместе в сериале «Дневники вампира»

## Критика и отзывы
Фильм получил в основном положительные отзывы. На сайте «Rotten Tomatoes» он собрал 59 % голосов.

## Саундтрек
- Rupert Thompson — «Original score»
- Sufjan Stevens — «Tahquamenon Falls»
- Sufjan Stevens — «Concerning the U.F.O. Sighting Near Highland, Illinois»
- Sufjan Stevens — «Redford»
- Modest Mouse — «Satin in a Coffin»
- Half-Handed Cloud — «I Got A-Rested»
- Will Oldham — «Sight of Coyote #11»
- Damien Jurado — «Ghost in the Snow»
- John Ralston — «Fragile»
- Liz Janes — «Honeybee»
- Danielson — «Ships»
- The Singing Mechanic — «Golden Opportunities»
- Castanets — «Dancing with Someone»
- Ruth Brown — «Walk with Me, Lord»
- Jennifer O’Connor — «Today»
- Musica Secreta — «Veni Dulcissime Domine»

## Мировой релиз
- Бразилия — 21 октября 2006 года — Международный кинофестиваль в Сан-Паулу
- Литва — 24 марта 2007 года
- Китай — 16 июня 2007 года — Шанхайский международный кинофестиваль
- ЮАР — 24 июня 2007 года
- США — 9 ноября 2007 года — ограниченный прокат
- Эстония — 5 декабря 2007 года — Кинофестиваль «Тёмнные ночи» в Таллине
- Польша — 9 декабря 2007 года

## Награды и номинации
- Международный кинофестиваль в Дурбане (2007) — приз в категории «Лучшая операторская работа», Кристоф Ланценберг